# Luis Perezagua
Luis Perezagua (Madrid, 8 de octubre de 1949) es un actor español de teatro, cine y televisión.

## Biografía
Estudió teatro en la Real Escuela Superior de Arte Dramático de Madrid, y se inició profesionalmente con la obra La detonación, de Antonio Buero Vallejo y dirigida por José Tamayo, si bien antes había participado en grupos de teatro independiente y representando obras de autores como Max Aub y Fernando Arrabal, entre otros.  A partir de ese momento, su andadura profesional ha estado ligada principalmente al mundo del teatro, de la zarzuela y la revista musical, aunque también ha alternado con trabajos en cine y televisión, y más recientemente, como actor y orador en diversos cursos de la Universidad Complutense de Madrid.
Fue miembro estable del CNINAT (Centro Nacional de Iniciación del Niño y el Adolescente al Teatro), dirigido por José María Morera, interviniendo en varios montajes. 

### Teatro
A lo largo de su carrera actoral, ha formado parte de varias compañías teatrales y de zarzuela, como la Compañía Española de Teatro Clásico (dirigida por Manuel Canseco), la Compañía Pequeño Teatro de Madrid (dirigida por Antonio Guirau),  la Compañía Lírica Nacional, la Compañía Ases Líricos (dirigida por Evelio Esteve) y la Compañía Isaac Albéniz (dirigida por Ángel F. Montesinos). En ellas actuó principalmente en obras relevantes de Siglo de Oro, llegando incluso a recibir en 1986 el premio al Mejor Actor en el "Festival de Teatro de Siglo de Oro", celebrado en el Memorial nacional de El Chamizal (Estados Unidos) por la obra La dama duende.
Actuó como tenor cómico con las Compañías Ases Líricos e Isaac Albéniz en varias zarzuelas de renombre como La del manojo de rosas, La calesera, Doña Francisquita, La corte de Faraón, La verbena de la Paloma o La bruja (en el papel de Tomillo), siendo esta última representada con motivo del centenario de la muerte de Julián Gayarre, y dirigida por Ignacio Aranaz; también ha intervenido en montajes de las revistas Las leandras o La blanca doble .
En 1993 protagonizó junto a Lina Morgan la obra Celeste no es un color, y ha sido dirigido por directores de prestigio como Josep María Mestre, Carles Alfaro, Francisco Nieva, Víctor Andrés Catena, José Luis García Sánchez, José Osuna, Evelio Esteve, Ángel F. Montesinos, Ignacio Aranaz, Gerardo Malla, Andrés Lima, José Tamayo, Alberto González Vergel, Carlos Larrañaga, Juan José Alonso Millán, Antonio Guirau, Mara Recatero, Luis Balaguer, Luis Iturri, Emilio Sagi, José Luis Alonso, Manuel Canseco, Ramón Ballesteros, Juan Carlos Pérez de la Fuente y Lluís Pascual, entre otros.
Hasta la actualidad, ha intervenido en numerosas obras de teatro de distinto género.

### Cine
Debutó con el corto Eres mi gula (junto con Isabel Ordaz), para luego pasar a realizar papeles secundarios en varias películas. Su papel más destacado en sus inicios fue como actor de reparto en la película Amanece que no es poco, dirigida por José Luis Cuerda en 1988. Más tarde trabajó como actor de reparto en varias películas dirigidas por Fernando Fernán Gómez, como Fuera de juego en 1991 o Pesadilla para un rico en 1996.
En 1995 hace papeles como actor de reparto en dos películas nominadas a los Premios Goya, Nadie hablará de nosotras cuando hayamos muerto y Así en el cielo como en la tierra. Ha actuado también en El amor perjudica seriamente la salud de 1996, y en la década de los 2000 trabajó a las órdenes de José Luis García Sánchez en películas como Adiós con el corazón, La marcha verde y Franky Banderas.
Sus trabajos más recientes son en la última película de José Luis Cuerda, Tiempo después (película), estrenada a finales de 2018, y en la ópera prima de Rubin Stein, Tin & Tina, estrenada en primavera de 2023.

### Televisión
Sus primeras incursiones en la televisión fueron en los años 80 en programas infantiles como La cometa blanca y en programas musicales como Auanbabulubabalambambú (1985).
Entre 1984 y 1988 fue la voz de Maese Cámara en La bola de cristal. Y posteriormente, intervino en los espacios infantiles Barrio Sésamo, De la cuna a la luna (espacio ofrecido dentro del programa La aventura del saber), Detrás de la puerta o Los mundos de Yupi, donde fue personaje fijo durante la primera temporada.
Desde finales de los 80, y hasta la actualidad, ha realizado numerosos personajes secundarios en varias series de televisión como Brigada Central, Hostal Royal Manzanares, ¡Ay Señor, Señor!, Los ladrones van a la oficina, Cuéntame como pasó, Velvet Colección, 30 monedas y muchas más.
Fue personaje fijo en las series Turno de oficio: diez años después (donde interpretó a Borja); Compuesta y sin novio (en el papel de Martínez); Los negocios de mamá (en el papel de Estanislao), Señor alcalde (en el papel de Benito), en las tres primeras temporadas de Amar en tiempos revueltos (donde interpretó al personaje que le hizo más popular, Isidro Bulnes), y más recientemente, en Señoras del (h)AMPA (donde ha interpretado el personaje de Gustavo). 
También ha participado como personaje secundario en miniseries como La Regenta (Fernando Méndez Leite), El Quijote (Manuel Gutiérrez Aragón), La mujer de tu vida (Fernando Fernán Gómez), Entre naranjos (Josefina Molina), La banda de Pérez (Ricardo Palacios) y Martes de Carnaval (José Luis García Sánchez), entre otras.

## Teatro
| Año  | Obra                                                    | Dramaturgia                                                                             | Director                       |
| ---- | ------------------------------------------------------- | --------------------------------------------------------------------------------------- | ------------------------------ |
| 2019 | El sueño de la vida                                     | Federico García Lorca y Alberto Conejero                                                | Lluís Pascual                  |
| 2017 | La visita                                               | Carmen Resino                                                                           | Ramón Ballesteros              |
| 2017 | ¡Viva la bagatela!                                      | Ramón Ballesteros y Silvio Martínez, a partir de textos de Ramón María del Valle-Inclán | Ramón Ballesteros              |
| 2014 | Fermín Pocacosa                                         | Ramón Ballesteros                                                                       | Ramón Ballesteros              |
| 2014 | La Venganza de Don Mendo                                | Pedro Muñoz Seca                                                                        | Jesús Castejón                 |
| 2012 | Orquesta de señoritas                                   | Jean Anouilh                                                                            | Juan Carlos Pérez de la Fuente |
| 2009 | Angelina o el honor de un brigadier                     | Enrique Jardiel Poncela                                                                 | Juan Carlos Pérez de la Fuente |
| 2008 | Puerta del Sol. Un episodio nacional                    | Benito Pérez Galdós                                                                     | Juan Carlos Pérez de la Fuente |
| 2006 | La venganza de la Petra (Personaje: Nicomedes)          | Carlos Arniches                                                                         | José Luis Moreno               |
| 2005 | Melocotón en almíbar                                    | Miguel Mihura                                                                           | Mara Recatero                  |
| 2003 | El acero de Madrid                                      | Lope de Vega                                                                            | Joaquín Vida                   |
| 2003 | Anacleto se divorcia                                    | Pedro Muñoz Seca                                                                        | Fernando Navarrete             |
| 2003 | Dama de moda                                            | Juan José Alonso Millán                                                                 | Juan José Alonso Millán        |
| 2002 | Usted puede ser un asesino (Personaje: El Inspector)    | Alfonso Paso                                                                            | Ramón Ballesteros              |
| 2002 | La canasta                                              | Miguel Mihura                                                                           | Ramón Ballesteros              |
| 2001 | Sin rencor                                              | Sam Bobrick                                                                             | Carlos Larrañaga               |
| 1999 | Sé infiel y no mires con quién                          | John Chapman y Ray Cooney                                                               | Ramón Ballesteros              |
| 1999 | ¡Ay caray!                                              | Josep Maria Benet i Jornet                                                              | Manuel Ángel Egea              |
| 1998 | Las últimas lunas                                       | Furio Bordon                                                                            | José Luis García Sánchez       |
| 1996 | Los Pelópidas                                           | Jorge Llopis                                                                            | Ramón Ballesteros              |
| 1995 | La discreta enamorada                                   | Lope de Vega                                                                            | Antonio Guirau                 |
| 1995 | La dama boba                                            | Lope de Vega                                                                            | Antonio Guirau                 |
| 1994 | Usted puede ser un asesino (Personaje: Julio)           | Alfonso Paso                                                                            | Antonio Guirau                 |
| 1993 | Celeste no es un color                                  | Roberto Romero                                                                          | Víctor Andrés Catena           |
| 1993 | El cianuro... ¿solo o con leche?                        | Juan José Alonso Millán                                                                 | Antonio Guirau                 |
| 1991 | Arniches 92                                             | Juan José Arteche y Ángel F. Montesinos, a partir de sainetes de Carlos Arniches        | Ángel F. Montesinos            |
| 1991 | La venganza de la Petra (Personaje: Conesa)             | Carlos Arniches                                                                         | Víctor Andrés Catena           |
| 1989 | Transbordo                                              | José Luis Miranda                                                                       | Pedro Miguel Martínez          |
| 1989 | La enamorada del rey                                    | Ramón María del Valle-Inclán                                                            | José Luis Alonso               |
| 1987 | Por la calle de Alcalá 2                                | Juan José Arteche                                                                       | Ángel F. Montesinos            |
| 1987 | Bailar con la más fea                                   | Ray Cooney                                                                              | Víctor Andrés Catena           |
| 1986 | Dobles parejas                                          | David Wiltse                                                                            | Gerardo Malla                  |
| 1985 | Dos igual a uno                                         | Ray Cooney                                                                              | Ángel F. Montesinos            |
| 1984 | La Fiesta del Siglo de Oro                              | Pedro Calderón de la Barca, Lope de Vega y Luis Perezagua                               | Antonio Guirau                 |
| 1983 | Don Álvaro o la fuerza del sino                         | Duque de Rivas                                                                          | Francisco Nieva                |
| 1983 | El carnaval de un reino                                 | José Martín Recuerda                                                                    | Alberto González Vergel        |
| 1982 | El caballero de Olmedo                                  | Lope de Vega                                                                            | José Osuna                     |
| 1982 | Julieta tiene un desliz                                 | Julio Mathias                                                                           | Ángel García Moreno            |
| 1981 | La gaviota                                              | Antón Chéjov                                                                            | Manuel Collado                 |
| 1980 | Llámame...señora                                        | Pierrette Bruno                                                                         | Ángel F. Montesinos            |
| 1979 | La señorita de Trevélez                                 | Carlos Arniches                                                                         | José Osuna                     |
| 1979 | Burlas del secreto amor. Comedias de Himenea y Calamita | Juan Antonio Castro, a partir de textos de Bartolomé Torres Naharro                     | Manuel Canseco                 |
| 1979 | El perro del hortelano                                  | Lope de Vega                                                                            | Manuel Canseco                 |
| 1979 | Casa con dos puertas, mala es de guardar                | Pedro Calderón de la Barca                                                              | Manuel Canseco                 |
| 1978 | El alquimista y la nieve                                | Cuento infantil, con música de Guillermo Rodríguez                                      | Domingo Serrano                |
| 1977 | La detonación                                           | Antonio Buero Vallejo                                                                   | José Tamayo                    |

### Compañía Pequeño Teatro de Madrid
| Año  | Obra                   | Dramaturgia                | Director       |
| ---- | ---------------------- | -------------------------- | -------------- |
| 1995 | Romeo y Julieta        | William Shakespeare        | Antonio Guirau |
| 1995 | La fierecilla domada   | William Shakespeare        | Antonio Guirau |
| 1986 | La dama duende         | Pedro Calderón de la Barca | Antonio Guirau |
| 1984 | El lindo don Diego     | Agustín Motero             | Antonio Guirau |
| 1984 | El caballero de Olmedo | Lope de Vega               | Antonio Guirau |

### Lecturas Dramatizadas
| Año  | Obra                                                    | Dramaturgia              | Director           |
| ---- | ------------------------------------------------------- | ------------------------ | ------------------ |
| 2018 | El ala quebradiza de la mariposa                        | Santiago Sanguinetti     | Natalia Menéndez   |
| 2017 | Puccini en concierto                                    | Giacomo Puccini          | Ramón Torrelledó   |
| 2017 | Gloria Fuertes en su centenario: la poeta de los poetas | Poemas de Gloria Fuertes | Marcos Roca Sierra |

## Zarzuela

### Compañía Lírica Nacional
| Año  | Obra                  | Libreto                                                        | Música                          | Dirección musical                 | Dirección escénica  |
| ---- | --------------------- | -------------------------------------------------------------- | ------------------------------- | --------------------------------- | ------------------- |
| 2009 | La calesera           | Emilio González del Castillo y Luis Martínez Román             | Francisco Alonso                | Álvaro Albiach y Santiago Serrate | Carles Alfaro       |
| 2008 | De Madrid a París     | Eusebio Sierra y José Jackson                                  | Federico Chueca                 | Miguel Roa, Luis Remartínez       | Andrés Lima         |
| 2008 | El bateo              | Antonio Domínguez y Antonio Paso                               | Federico Chueca                 | Miguel Roa, Luis Demartínez       | Andrés Lima         |
| 2007 | El barbero de Sevilla | Guillermo Perrín y Vico y Miguel de Palacios                   | Gerónimo Giménez y Manuel Nieto | Miguel Roa                        | Josep María Mestres |
| 1995 | La montería           | José Ramos Martín                                              | Jacinto Guerrero                | Miguel Roa                        | Emilio Sagi         |
| 1988 | La chulapona          | Federico Romero Sarachaga y Guillermo Fernández-Shaw Iturralde | Federico Moreno Torroba         | Miguel Roa                        | Gerardo Malla       |

### Compañías Ases Líricos e Isaac Albéniz
| Año  | Obra                            | Libreto                                                        | Música                             | Dirección musical | Dirección escénica  |
| ---- | ------------------------------- | -------------------------------------------------------------- | ---------------------------------- | ----------------- | ------------------- |
| 1994 | La Parranda                     | Luis Fernández Ardavín                                         | Francisco Alonso                   |                   | Luis Balaguer       |
| 1990 | La bruja                        | Miguel Ramos Carrión y Vital Aza                               | Ruperto Chapí                      |                   | Ignacio Aranaz      |
| 1989 | La Gran Vía                     | Felipe Pérez y González                                        | Federico Chueca y Joaquín Valverde |                   | José Osuna          |
| 1987 | El Caserío                      | Federico Romero Sarachaga y Guillermo Fernández-Shaw Iturralde | Jesús Guridi                       |                   | Luis Iturri         |
| 1985 | La blanca doble                 | Enrique Paradas y Joaquín Jiménez                              | Jacinto Guerrero                   |                   | Paco de Osca        |
| 1983 | La rosa del azafrán             | Federico Romero Sarachaga y Guillermo Fernández-Shaw Iturralde | Jacinto Guerrero                   |                   | Evelio Esteve       |
| 1982 | La tabernera del puerto         | Federico Romero Sarachaga y Guillermo Fernández-Shaw Iturralde | Pablo Sorozábal                    |                   | Evelio Esteve       |
| 1982 | Bohemios                        | Guillermo Perrín y Vico y Miguel de Palacios                   | Amadeo Vives                       |                   | Evelio Esteve       |
| 1982 | Los gavilanes                   | José Ramos Martín                                              | Jacinto Guerrero                   |                   | Evelio Esteve       |
| 1982 | Luisa Fernanda                  | Federico Romero Sarachaga y Guillermo Fernández-Shaw Iturralde | Federico Moreno Torroba            |                   | Evelio Esteve       |
| 1982 | La Revoltosa                    | José López Silva y Carlos Fernández Shaw                       | Ruperto Chapí                      |                   | Evelio Esteve       |
| 1982 | La verbena de la Paloma         | Ricardo de la Vega                                             | Tomás Bretón                       |                   | Evelio Esteve       |
| 1981 | La del Soto del Parral          | Anselmo C. Carreño y Luis Fernández de Sevilla                 | Reveriano Soutullo y Juan Vert     |                   | Ángel F. Montesinos |
| 1981 | La del manojo de rosas          | Anselmo C. Carreño y Francisco Ramos de Castro                 | Pablo Sorozábal                    |                   | Ángel F. Montesinos |
| 1981 | La Dolorosa                     | Juan José Lorente                                              | José Serrano                       |                   | Ángel F. Montesinos |
| 1981 | La leyenda del beso             | Enrique Reoyo, José Silva Aramburu y Antonio Paso              | Reveriano Soutullo y Juan Vert     |                   | Ángel F. Montesinos |
| 1981 | Doña Francisquita               | Federico Romero Sarachaga y Guillermo Fernández-Shaw Iturralde | Amadeo Vives                       |                   | Ángel F. Montesinos |
| 1981 | El huésped del sevillano        | Juan Ignacio Luca de Tena y Enrique Reoyo                      | Jacinto Guerrero                   |                   | Ángel F. Montesinos |
| 1981 | La viejecita                    | Miguel Echegaray                                               | Manuel Fernández Caballero         |                   | Ángel F. Montesinos |
| 1981 | La calesera                     | Emilio González del Castillo y Luis Martínez Román             | Francisco Alonso                   |                   | Ángel F. Montesinos |
| 1981 | Agua, azucarillos y aguardiente | Miguel Ramos Carrión                                           | Federico Chueca                    |                   | Ángel F. Montesinos |
| 1978 | La corte de Faraón              | Guillermo Perrín y Miguel de Palacios                          | Vicente Lleó                       |                   | Ángel F. Montesinos |
| 1978 | Las leandras                    | Emilio González del Castillo y José Muñoz Román                | Francisco Alonso                   |                   | Luis Sanz           |

## Televisión

### Series dramáticas
| Año            | Serie                               | Director                                     |
| -------------- | ----------------------------------- | -------------------------------------------- |
| 2023           | 30 monedas                          | Álex de la Iglesia                           |
| 2019           | Señoras del (h)AMPA                 | Carlos del Hoyo, Abril Zamora, Jaime Botella |
| 2017           | Velvet Colección                    | Jorge Torregrossa                            |
| 2005-2008      | Amar en tiempos revueltos           | Antonio Onetti, Rodolf Sirera                |
| 2004-2011-2022 | Cuéntame como pasó                  | Agustín Crespi                               |
| 2002           | Policías, en el corazón de la calle | Paloma Martín-Mateo                          |
| 2001-2005      | El Comisario                        | Alfonso Arandia, José Ramos Paíno            |
| 2001           | Periodistas                         | Begoña Álvarez Rojas                         |
| 2000           | La ley y la vida                    | Raúl de la Morena                            |
| 1998           | La vida en el aire                  | Ignacio Mercero                              |

### Comedias de situación
| Año       | Serie                             | Director                            |
| --------- | --------------------------------- | ----------------------------------- |
| 2013      | Psicodriving                      | Albert Saguer                       |
| 2004      | Diez en Ibiza                     | Raúl de la Morena                   |
| 2004      | ¿Se puede?                        | Gustavo Pérez Puig                  |
| 2000      | Un hombre solo                    | Raimundo García                     |
| 1998-2000 | La casa de los líos               | José Miguel Ganga                   |
| 1998      | Señor Alcalde                     | Jaime Botella                       |
| 1997      | Los negocios de mamá              | Luis Sanz                           |
| 1997      | En plena forma                    | Carlos Serrano, Domingo Solano      |
| 1996      | Contigo pan y cebolla             | Javier Elorrieta                    |
| 1996      | Hostal Royal Manzanares           | Sebastián Yunyent                   |
| 1995-1996 | Canguros                          | José Miguel Ganga                   |
| 1994      | Hermanos de leche                 | Miguel Ángel Ibáñez, Carlos Serrano |
| 1994      | Habitación 503                    | José Pavón, Pedro Amalio López      |
| 1994      | ¡Ay Señor, Señor!                 | Fernando Colomo                     |
| 1993-1995 | Los ladrones van a la oficina     | Ramón Fernández                     |
| 1992-1993 | Menos lobos                       | Lorenzo Zaragoza                    |
| 1992      | Tercera planta, inspección fiscal | Lolo Rico                           |
| 1991      | Eva y Adán, agencia matrimonial   | Francisco Montolío                  |

### Series filmadas
| Año       | Serie                              | Director                 |
| --------- | ---------------------------------- | ------------------------ |
| 2008      | Martes de Carnaval                 | José Luis García Sánchez |
| 1998      | Entre Naranjos                     | Josefina Molina          |
| 1997      | La banda de Pérez                  | Ricardo Palacios         |
| 1996-1997 | Turno de oficio: diez años después | Manuel Matji             |
| 1995      | La Regenta (telefilme)             | Fernando Méndez Leite    |
| 1994      | La mujer de tu vida                | Fernando Fernán Gómez    |
| 1994      | Compuesta y sin novio              | Pedro Masó               |
| 1991      | El Quijote                         | Manuel Gutiérrez Aragón  |
| 1990      | La forja de un rebelde             | Mario Camus              |
| 1989      | Brigada Central                    | Pedro Masó               |

### Teatro y Revistas Musicales
| Año  | Programa                     | Director                              |
| ---- | ---------------------------- | ------------------------------------- |
| 2010 | A escena                     | Mariana Jaroslavsky, Anna Pérez Pagés |
| 1996 | Las alegres cazadoras        | José Luis Moreno                      |
| 1995 | Doña Mariquita de mi corazón | José Luis Moreno                      |
| 1994 | Encantada de la vida         | Matilde Fernández Jarrin              |
| 1993 | Celeste no es un color       | Víctor Andrés Catena                  |
| 1988 | Por la calle de Alcalá 2     | Ángel F. Montesinos                   |

### Programas infantiles y juveniles
| Año       | Programa                   | Director          |
| --------- | -------------------------- | ----------------- |
| 1992-1993 | De la cuna a la luna       | Pedro Pérez Oliva |
| 1992      | ¿Quieres que te lo cuente? | Lolo Rico         |
| 1990      | Detrás de la Puerta        | Lolo Rico         |
| 1988      | Los mundos de Yupi         | Antonio Torets    |
| 1986      | Barrio Sésamo              | Antonio Torets    |
| 1985-1986 | Auanbabulubabalambambú     | Carlos Tena       |
| 1984-1988 | La Bola de Cristal         | Lolo Rico         |
| 1981-1983 | La cometa blanca           | Lolo Rico         |

### Documentales
| Año  | Documental                               | Director                                  |
| ---- | ---------------------------------------- | ----------------------------------------- |
| 2024 | Los poderes de Lolo                      | Miguel Alba, Itziar Bernaola, Nino Fontán |
| 2022 | José Luis López Vázquez: ¡Qué disparate! | Roberto Oltra Teto                        |
| 2018 | Esto es otra historia                    | César Arriero                             |
| 1995 | La oscura historia de mi prima Montse    | Lolo Rico                                 |
| 1984 | ¿Un Mundo Feliz?                         | Jesús García de Dueñas                    |

## Cine

### Películas
| Año  | Película                                        | Director                      |
| ---- | ----------------------------------------------- | ----------------------------- |
| 2023 | Tin & Tina                                      | Rubin Stein                   |
| 2018 | Tiempo después (película)                       | José Luis Cuerda              |
| 2008 | Esperpentos                                     | José Luis García Sánchez      |
| 2008 | La vida en rojo                                 | Andrés Linares                |
| 2004 | Franky Banderas                                 | José Luis García Sánchez      |
| 2003 | Atraco a la tres...y media                      | Raúl Marchand                 |
| 2002 | La marcha verde                                 | José Luis García Sánchez      |
| 2000 | Adiós con el corazón                            | José Luis García Sánchez      |
| 1998 | Las ratas                                       | Antonio Giménez Rico          |
| 1997 | Carreteras secundarias                          | Emilio Martínez Lázaro        |
| 1997 | Memorias del ángel caído                        | Fernando Cámara, David Alonso |
| 1997 | Siempre hay un camino a la derecha              | José Luis García Sánchez      |
| 1996 | El amor perjudica seriamente la salud           | Manuel Gómez Pereira          |
| 1996 | Pesadilla para un rico                          | Fernando Fernán Gómez         |
| 1996 | Brujas                                          | Álvaro Fernández Armero       |
| 1995 | Hermana, ¿pero qué has hecho?                   | Pedro Masó                    |
| 1995 | Suspiros de España (y Portugal)                 | José Luis García Sánchez      |
| 1995 | Así en el cielo como en la tierra               | José Luis Cuerda              |
| 1995 | Nadie hablará de nosotras cuando hayamos muerto | Agustín Díaz Yanes            |
| 1995 | El seductor                                     | José Luis García Sánchez      |
| 1994 | Todos los hombres sois iguales                  | Manuel Gómez Pereira          |
| 1993 | Tres palabras                                   | Antonio Giménez Rico          |
| 1991 | Fuera de juego                                  | Fernando Fernán Gómez         |
| 1991 | Cómo ser mujer y no morir en el intento         | Ana Belén                     |
| 1991 | Dyningar (The Ebro runs dry)                    | Saeed Assadi                  |
| 1991 | La noche más larga                              | José Luis García Sánchez      |
| 1989 | Bajarse al moro                                 | Fernando Colomo               |
| 1989 | El vuelo de la paloma                           | José Luis García Sánchez      |
| 1988 | Amanece que no es poco                          | José Luis Cuerda              |
| 1988 | La diputada                                     | Javier Aguirre                |
| 1981 | La segunda guerra de los niños                  | Javier Aguirre                |

### Cortometrajes
| Año  | Cortometraje                                                                   | Director            |
| ---- | ------------------------------------------------------------------------------ | ------------------- |
| 2022 | Desahucio Express                                                              | Jorge Río           |
| 2016 | Nini                                                                           | David Moreno        |
| 1997 | ¿Las cosas son como son... o como deberían ser? Dos historias... del mismo día | José Antonio Pastor |
| 1982 | Eres mi gula                                                                   | Juan Forner         |

## Premios y nominaciones

### Festival de Teatro de Siglo de Oro delMemorial nacional de El Chamizal
| Año  | Categoría   | Trabajo        | Resultado |
| ---- | ----------- | -------------- | --------- |
| 1986 | Mejor Actor | La Dama Duende | Ganador   |